# Aleksa Đurasović
Aleksa Đurasović (in serbo Алекса Ђурасовић?; 23 dicembre 2002) è un calciatore serbo, centrocampista dell'Akron Togliatti.

## Caratteristiche tecniche
È un esterno sinistro.

## Carriera

### Club
Cresciuto nello Spartak Subotica, debutta in prima squadra il 10 marzo 2020 in occasione dell'incontro di Liga I perso 4-0 contro il Partizan.

### Nazionale
Ha giocato nelle nazionali giovanili serbe Under-17 ed Under-19.

## Statistiche
Statistiche aggiornate al 19 maggio 2021.

### Presenze e reti nei club
| Stagione        | Squadra          | Campionato      | Campionato | Campionato | Coppe nazionali | Coppe nazionali | Coppe nazionali | Coppe continentali | Coppe continentali | Coppe continentali | Altre coppe | Altre coppe | Altre coppe | Totale | Totale | Totale |
| Stagione        | Squadra          | Comp            | Pres       | Reti       | Comp            | Pres            | Reti            | Comp               | Pres               | Reti               | Comp        | Pres        | Reti        | Pres   | Reti   |        |
| --------------- | ---------------- | --------------- | ---------- | ---------- | --------------- | --------------- | --------------- | ------------------ | ------------------ | ------------------ | ----------- | ----------- | ----------- | ------ | ------ | ------ |
| 2019-2020       | Spartak Subotica | SL              | 2          | 0          | CS              | 1               | 0               |                    | -                  | -                  |             | -           | -           | 3      | 0      |        |
| 2020-2021       | Spartak Subotica | SL              | 23         | 0          | CS              | 1               | 0               |                    | -                  | -                  |             | -           | -           | 24     | 0      |        |
| Totale carriera | Totale carriera  | Totale carriera | 25         | 0          |                 | 2               | 0               |                    | -                  | -                  |             | -           | -           | 27     | 0      |        |